# アプライド
アプライド株式会社は、福岡県福岡市博多区に本社を置き、中国・四国・九州地方を中心に、パソコン量販店チェーンストア（パソコンショップ）「アプライド」を展開する企業で、かつては東京の秋葉原にも店舗を持っていた。「fpiedi」（読みは「ピエティー」）、「MONO」、「あばれ馬」の3種のプライベートブランドを展開し、安価で便利なPC周辺機器を販売する他、オリジナルPCも数種類販売している。また、PCに関する疑問の解決法を掲載した書籍も出版して販売している。店舗によってはパソコンの下取りや買取も行っている。

## 沿革
- 1977年6月 福岡市中央区で創業（個人営業）。
- 1982年9月 株式会社フクオカ電子パーツ設立。
- 1988年12月 アプライド株式会社に改称。
- 2002年 プレリンピックの制度を始める[1]。
- 2006年2月 ジャスダックに株式上場。
- 2007年3月 タウン情報誌の出版社「シティ情報ふくおか」の経営権を取得。
- 2007年7月 ブラザー工業傘下であった、パソコン販売事業コムロード株式会社の経営権取得。

## プレリンピック
プレリンピックは、新入社員が販売実績を競うコンテストである。上位3名の表彰を行い、売り上げ1位の実績を記録した社員を1日間だけ社長に任命する一日社長の制度がある。一日社長に就いた社員は、要人の接待や重要案件の承認を執行するなど本来の社長と変わらない業務に従事する。一日社長の制度は、たとえ新人でも売り上げ1位を達成すれば1日だけでも社長になれる機会が与えられることから、社員の就業意欲の向上につながっている。

## 拠点
- 店舗 - 25か所

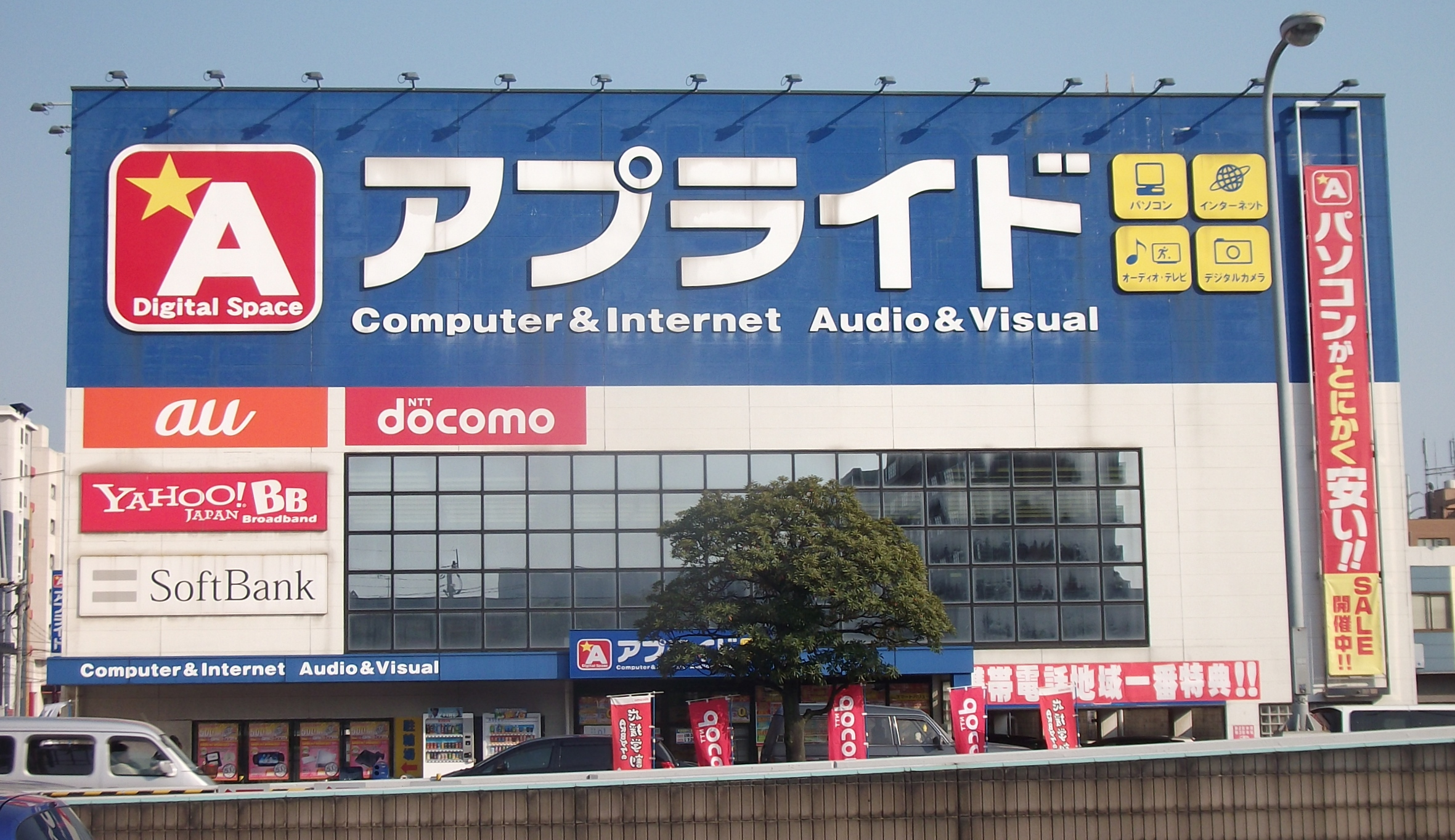
博多店（2013年4月）

  - 福岡県 - 6、熊本県、大分県、宮崎県、鹿児島県 - 各1
  - 岡山県、広島県 - 各2、香川県、愛媛県、高知県 - 各1
  - 京都府、大阪府、和歌山県、兵庫県 - 各1
  - 愛知県 - 2、石川県、静岡県 - 各1
- 事業所 - 4か所

## グループ会社一覧
- アプリケイツ株式会社
- 株式会社コムロード
- 株式会社シティ情報ふくおか
- 株式会社フィールテック
- 株式会社ハウズ